# Сахель (футбольний клуб)
Футбольний клуб «Сахель» (фр. Sahel Sporting Club) — нігерський професійний футбольний клуб, який базується в місті Ніамей. Клуб заснований у 1974 році на основі клубу «Сектор 7», як до цього позначалися сектори місцевої футбольної федерації. Клуб проводить домашні матчі на стадіоні «Стад Женераль Сейні Кунче» місткістю 35 тисяч глядачів. «Сахель» грає в Нігерській Суперлізі, найвищому футбольному дивізіоні країни, та 13 разів ставав чемпіоном країни, клуб також 12 разів вигравав Кубок Нігеру.

## Титули і досягнення
- Чемпіон Нігеру (13): 1973 (як «Сектор 7»), 1974, 1986, 1987, 1990, 1991, 1992, 1994, 1996, 2003, 2004, 2007, 2009
- Володар Кубка Нігеру (12): 1974, 1978, 1986, 1992, 1993, 1996, 2004, 2006, 2011, 2012, 2014, 2017
- Володар Суперкубка Нігеру (5): 2006, 2007, 2012, 2014, 2017